# شمس الدين الكفيري
شمس الدين الكُفيري (757 هـ - 831 هـ / 1356م - 1427م)، الشيخ الإمام العلامة المفتي المحدث محمد بن أحمد بن موسى بن عبد الله، شمس الدين أبو عبد الله العجلوني، الكفيري الدمشقي، الشافعي: عالم بالحديث، له نظم كثير، وليس بشاعر.

## مولده ونشأته
وُلد في الكفير (قرب جرش) في 17 شوال سنة 757 هـ وعاش في دمشق. وأفتى ودرس وكتب الكثير بخطه لنفسه ولغيره. وجاور بمكة سنة 827 هـ. وحدث بها وببلده.

## شيوخه
سمع بدمشق على عماد الدين أبي بكر بن أحمد بن السراج الدمشقي، ومُخيي الدين الرحبي، ومحمد بن محمد بن عوض، والبدر محمد بن علي بن عيسى بن قواليج الحنفي، وعمر بن أميلة، وتاج الدين عبد الرحيم أبو الفضل الحنفي المعروف بابن الفصيح، وأبي بكر بن المحب، وغيرهم. وأجاز له محمد بن أحمد المنبجي، ويوسف بن محمد بن محمد بن إبراهيم الصيرفي، وغيرهم.

## مؤلفاته
من كتبه:
- المجتبى في معرفة أسماء من ذكرهم البخاري بالأنساب والألقاب والكنى.[4]
- شرح على الجامع الصحيح للبخاري في ستة مجلدات (التلويح إلى معرفة الجامع الصحيح).
- مختصر الروض الأنف للسهيلي وسماه: زهر الروض.
- شرح غاية الاختصار.
- الإحكام في أحكام المختار واختصره وسماه: منتخب المختار في أحكام المختار.
- الكوكب الساري في اختصار البخاري.
- معين النبيه إلى معرفة التنبيه.
- النكت على التنبيه. أربعة مجلدات.
- عين التنبيه. شرح آخر للبخاري.

قال الزركلي في كتابه «الأعلام»: «له تصانيف عد السخاوي من جملتها "التلويح إلى معرفة الجامع الصحيح" خمس مجلدات، في شرح البخاري، قلت: والمعروف أن "التلويح" هو لقطلوبغا. وفي فهرس دار الكتب الشعبية في صوفيا "الجزء الثالث من الكوكب الساري في شرح صحيح البخاري - خ. للكفيري - صاحب الترجمة - ؟ ومما ذكر له السخاوي "الإحكام في أحكام المُختار" ومختصره: "منتخب المختار في أحكام المختار" و "زهر الروض" اختصر به الروض للسهيلي.»

## وفاته
مات بدمشق بعد مرض طويل يوم الاثنين 8 أو 13 المحرم سنة 831 هـ.